# 8961 Schoenobaenus
8961 Schoenobaenus è un asteroide della fascia principale. Scoperto nel 1960, presenta un'orbita caratterizzata da un semiasse maggiore pari a 3,2034300 UA e da un'eccentricità di 0,1427824, inclinata di 1,13317° rispetto all'eclittica.